# PGC 214058
LEDA/PGC 214058 ist eine Galaxie im Sternbild Jagdhunde am Nordsternhimmel. Sie ist schätzungsweise 323 Millionen Lichtjahre von der Milchstraße entfernt und hat einen Durchmesser von etwa 85.000 Lichtjahren. Vermutlich bildet sie gemeinsam mit NGC 4932 ein gravitativ gebundenes Galaxienpaar.
Im selben Himmelsareal befinden sich unter anderem die Galaxien NGC 4932,
PGC 44964, PGC 45004, PGC 45085.